# Terminal Island (Antarktika)
Terminal Island (von englisch terminal ‚abschließend, endständig‘; in Chile Isla Teniente Rodríguez) ist eine kleine, niedrige und verschneite Insel vor der Nordküste der westantarktischen Alexander-I.-Insel. Von letzterer trennen sie 800 m.
Teilnehmer der Fünften Französischen Antarktisexpedition (1908–1910) unter der Leitung des Polarforschers Jean-Baptiste Charcot sichteten sie, erkannten sie allerdings nicht als Insel. Teilnehmer der 4. Chilenische Antarktisexpedition (1949–1950) nahmen grobe Vermessungen der Insel vor und benannten sie nach Renato Rodríguez Palominos, Navigationsoffizier an Bord der Lientur, einem der drei Schiffe der Forschungsreise. Der britische Geograph Derek Searle vom Falkland Islands Dependencies Survey kartierte sie zwischen 1959 und 1960 anhand von Trimetrogonaufnahmen der US-amerikanischen Ronne Antarctic Research Expedition (1947–1948). Das UK Antarctic Place-Names Committee benannte sie 1961 nach ihrer geographischen Lage im Verhältnis zur Alexander-I.-Insel.